# 梅耶·亚伯拉罕·阿莱维
梅耶·亞伯拉罕·阿莱维（法語：Meyer Abraham Halévy，1900年4月14日—1972年4月15日）出生於羅馬尼亞王國西摩爾達維亞的皮亞特拉-尼亞姆茨，曾經是一位法國猶太教拉比。

## 生平
他在20歲的時候獲得獎學金，因此得以從羅馬尼亞前往法國巴黎的法國猶太神學院攻讀猶太教神學，僅用四年的時間即獲得拉比身分畢業，之後再進入索邦神學院攻讀次經和摩西五經，在此獲得博士學位，對於追求學問熱情甚高的他，又再前往社會科學高等學院就讀，雙主修考古學和神學。
1926年返回家鄉西摩爾達維亞擔任拉比，後面又成為布加勒斯特塞法迪猶太人的拉比，先後擔任大猶太會堂和布加勒斯特猶太會堂的拉比。
1963年自羅馬尼亞再回到法國巴黎定居，被任命為法國猶太神學院的猶太歷史教授，之後再接替退休的大衛·費爾沃克，擔任圖爾內勒路猶太會堂的拉比。